# Padmanabhaswamytempel

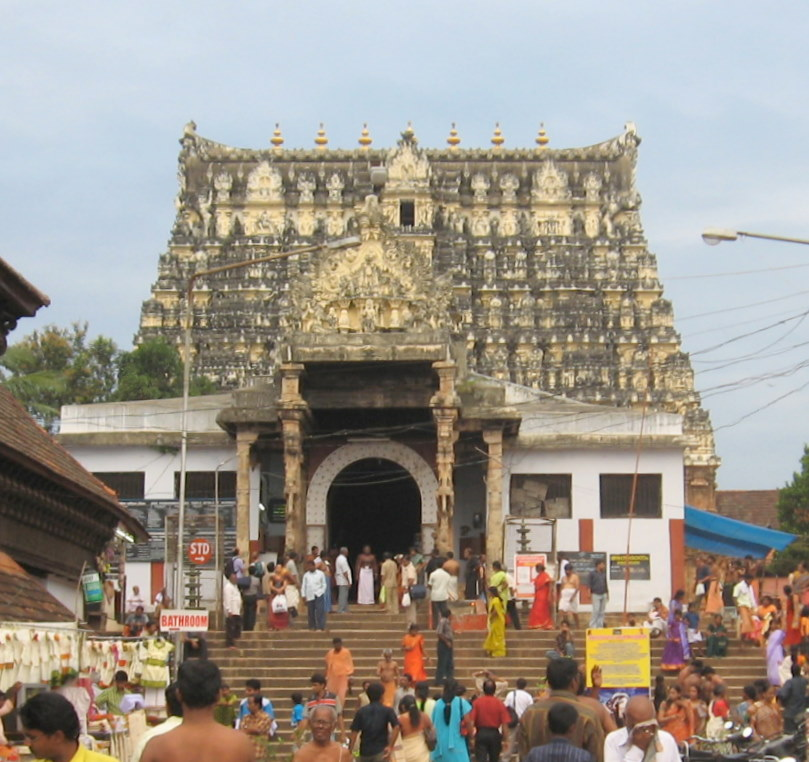
Padmanabhaswamytempel

De Padmanabhaswamytempel is een hindoeïstische tempel in Thiruvananthapuram, India, in de zuidelijke deelstaat Kerala. De tempel is gewijd aan Padmanabha, een verschijningsvorm van de god Vishnoe, en werd in de achtste eeuw gebouwd. Sinds de achttiende eeuw werd de tempel beheerd door de koningen van Travancore die deze god als 'familiegod' vereerden en zichzelf als diens dienaars beschouwden. De tempel is een van de 108 heilige Vishnoe-tempels, genoemd in de poëtische werken van de Tamil Azhvars.

## Kenmerken
De tempel bevindt zich in een voormalig fort in het zuidwesten van de stad. In de onmiddellijke nabijheid ligt de voormalige residentie van de heersers van Travancore. Het meest opvallende kenmerk van de tempel is de zeventien meter hoge gopuram of toren, in een Dravidische stijl. In het 'sanctum sanctorum' (garbhagriha) bevindt zich een beeld van Vishnu, in yoga nidra op de mythische slang Ananta. Aan deze slang ontleent Thiruvanthapuram ook haar naam, Thiru Anantha puram, dat verblijfplaats van Lord Anantha betekent.

## Rijkdom
Nadat de koningsfamilie die de tempel beheerde niet meer voor het onderhoud van de tempel kon zorgen, beval het Supreme Court de overdracht van de tempel aan de staat Kerala. Bij een inventarisatie van afgesloten ruimtes onder het sanctum sanctorum die eind juni 2011 begon, werden goud, juwelen, edelstenen en andere schatten aangetroffen ter waarde van naar schatting 1,2 biljoen roepies, zo'n achttien miljard euro.